# Jan Hettema
Anne-Jan "Jan" Hettema (Leeuwarden, 27 de outubro de 1933 — Pretória, 29 de junho de 2016) foi um ciclista sul-africano de ascendência holandesa.
Defendeu as cores da África do Sul competindo em três provas do ciclismo de estrada e pista nos Jogos Olímpicos de Verão de 1956, disputadas na cidade de Melbourne, Austrália.